# Juan Carlos Gaete
Juan Carlos Darío Gaete Contreras (ur. 21 maja 1997 w Puente Alto) – chilijski piłkarz występujący na pozycji skrzydłowego lub napastnika, od 2021 roku zawodnik Cobresalu.